# Ospedaletto Lodigiano
Ospedaletto Lodigiano – gmina we Włoszech, w regionie Lombardia, w prowincji Lodi.
Według danych na rok 2004 gminę zamieszkiwały 1574 osoby, 196,8 os./km².